# アカンずきん
アカンずきんは、大阪市が発表した路上喫煙禁止の啓発用マスコットキャラクター。2006年6月8日に発表された。
赤ずきんをモチーフとした女の子のキャラクターである。
名前は、赤ずきんと大阪弁の「あかん」をかけている。「あか」と「アカン」をかけた単純なキャラクター故に、つい「つっこみ」を入れてしまい、逆に記憶に残ると言うメリットを産んでおり、概ね評判は良い様である。尚、大阪市内ではゴミ収集車にも貼られており、頻繁に見かける事が出来る。
2025年1月27日、大阪・関西万博を前に条例が改正となり、路上喫煙禁止地区が大阪市内全域に拡大された時には、再び主要駅内各所や区役所の掲示板などに、アカンずきんの啓発ポスター（電光掲示板含む）が大々的に貼り出された。

## 設定
- 大阪育ち。
- 正義感が強い。
- 口癖は「歩きたばこは、アカンずきん」。